# Анимаиса Острецовская
Анимаи́са Острецо́вская (Роднико́вская, в миру Мари́я Миха́йловна Сме́ртина (3 (15) июля 1875 — 14 июня 1963) — прославленная монахиня Русской православной церкви. Канонизирована в лике преподобной.

## Житие

### Рождение и семья
Преподобная Анимаиса родилась 3 (15) июля 1875 года в деревне, основанной её отцом и именуемой «Починок Михаила Петровича» (в настоящее время деревня Кокоулинцы Октябрьского района Костромской области). О детстве и юности угодницы Божией известно мало.
Родители святой — Михаил Петрович и Агафья Еремеевна Смертины — имели 8 детей:
- Андриан
- Анна
- Константин
- Марина
- Мария (Анимаиса)
- Николай
- Параскева
- Тихон

Братья Тихон, Николай и Константин, который служил в морском флоте, умерли в молодости лет двадцати. Брат Андриан (1883—1917), бывший начальником военной артиллерии, был расстрелян в Вологде как царский офицер.
Сёстры преподобной — Анна, Марина и Параскева (†1937) в тридцатых годах XX века были сначала раскулачены и вместе с семьями сосланы в ссылку как враги народа, где и скончались.

### Начало монашеской жизни
В 1900 году Мария Смертина поступила в Макарьев-Решемский монастырь (основан преподобным Макарием Желтоводским и Унженским предположительно в 1390-е годы), избрав для себя путь бедности и послушания. Приняв монашеский постриг с именем Анимаиса, она жила в молитвах, труде и послушании. За смирение и понесенные труды в обители матушка Анимаиса в 1913 году, сопровождая игумению Досифею (Ипатову) на торжества, посвященные 300-летию дома Романовых, посетила город Кострому. Там матушка Анимаиса впервые встретилась с будущим настоятелем родниковского Ильинского храма священником Петром Лебедевым (1889—1937), который впоследствии стал её духовным отцом. Вернувшись с юбилейных торжеств, Анимаиса продолжала свою жизнь в монастыре, где в начале 1920-х годов познакомилась с викарием Костромской епархии, епископом Кинешемским Василием (Преображенским), окормлявшим многих монахинь Макариево-Решемской обители. В 1927 году, когда монастырь был закрыт советской властью, а монахини — разогнаны, монахиня Анимаиса от служения Богу и Святой Церкви не отреклась.

### В Острецове
Ведомая гласом Божиим, матушка Анимаиса пришла в город Родники, где, получив благословение у настоятеля Ильинской церкви протоиерея Петра Лебедева, отправилась в село Острецово, расположенное в 15 километрах от Родников. Придя в Острецово, матушка Анимаиса поселилась в каменной сторожке при Свято-Троицкой церкви. Она усердно несла послушание по уборке храма, который также сторожила. Никакой оплаты за свой труд не брала. Зарабатывала на жизнь тем, что старательно шила одеяла, подшивала соседям валенки и тачала тапочки для усопших. Своими скудными заработками она охотно делилась с нуждающимися, особенно помогая детям-сиротам Малышевым, делясь с ними последним куском хлеба, полагая, что кто умеет довольствоваться и делиться малым, тот и богат.
Людская молва разнесла весть о благих деяниях матушки Анимаисы по всей округе. Из многих сёл и деревень к ней приходили люди за добрым советом и наставлениями. В течение десяти лет Анимаису наставлял и окормлял настоятель родниковского Ильинского храма протоиерей Пётр. «Душа твоя вступит в общение с Богом, как невеста с женихом…» — говорил ей отец Пётр словами Макария Египетского. А после своей мученической кончины в 1937 году, священномученик Пётр Лебедев (память 14 (27) октября) не раз являлся матушке Анимаисе, укрепляя её в подвиге.
31 мая 1940 года храм в селе Острецове был закрыт по решению властей, и матушка Анимаиса осталась одна в церковной сторожке. В эти мрачные годы она проявила особое рвение в спасении храма от разрушителей, воров и грабителей. В ожидании своего ареста она пришла к жительнице села Острецова Ольге Ивановне Цыплевой и, передав ей ключи от дверей церкви, строго наказала: «Возьми ключи от храма, и даже если меня расстреляют, не отдавай их никому до тех пор, когда в церковь придет православный священник».
Спустя небольшое время к монахине в сторожку явились представители местной власти, потребовавшие отдать им ключи от дверей церкви. Монахиня ответила, что ключей у неё нет. В сторожке произвели обыск, но ключей не нашли. Представители власти не решились взламывать двери церкви, и ушли, оставив монахиню на свободе. Так церковь в селе Острецове была спасена.
2 февраля 1946 года в село Острецово приехал православный священник отец Иоанн Клевцовский (в прошлом — протодиакон родниковского Ильинского храма). Монахиня вручила ему ключи от дверей храма. Перед отцом Иоанном предстало всё сохранившееся драгоценное убранство храма, несмотря на то, что храм был покинут десять лет назад.
В конце лета 1946 года после открытия храма за стойкость и особое усердие матушка Анимаиса получила от архиепископа Ивановского и Шуйского Кирилла (Поспелова) (назначенного 24 июня в образованную в том же году Ивановскую и Шуйскую епархию) послушание алтарницы. В нужде, труде и постоянных заботах матушка Анимаиса не забывала непрестанные молитвы, которые в сочетании с постами и благодеяниями заполняли всю её жизнь до самой кончины.
За несколько дней до ухода из жизни блаженная матушка Анимаиса собрала самых близких своих духовных сестёр и раздала им все свои скромные пожитки. При этом одной из своих подруг она не дала ничего. Та спросила: «Матушка, а мне что подаришь?». Анимаиса пророчески сказала: «А тебе, дорогая подруга моя, оставлю свою кровать». Вскоре после преставления Анимаисы эта женщина была парализована и несколько лет пролежала «прикованная к постели».

### «Всех вас буду встречать»
Перед преставлением матушка Анимаиса просила подруг и близких своих не печалиться о ней, а на прощание сказала, что всегда будет с теми, кто помнит её, молится Господу нашему Иисусу Христу и всем святым Православной Церкви. Таисья Чернова, Серафима Стужина и Екатерина Докучаева передали слова матушки: «Всех вас буду встречать, а тех, кто попросит — утешу, и буду о тех Святую Троицу умолять».
Преподобная преставилась 1 (14) июня 1963 года. Всю жизнь преподобная Анимаиса без устали трудилась над совершенствованием святости чувств, в приумножении добрых дел, в любви к ближним. Отпевание монахини Анимаисы совершил настоятель Казанской церкви села Кощеева. Погребена Анимаиса была на Острецовском кладбище у самого входа. Так свершилось её предсказание: «Всех вас буду встречать».

### Обретение мощей
5 (18) сентября 1997 года по благословению архиепископа Ивановского и Кинешемского Амвросия (Щурова) усердием настоятеля Александро-Невского храма протоиерея Виталия Уткина и Родниковского приходского совета мощи преподобной Анимаисы были обретены и торжественно перенесены в храм Александра Невского в Родниках. В храме мощи преподобной встречали под звон всех колоколов.
В настоящее время рака преподобной Анимаисы находится слева от алтаря храма Александра Невского в Родниках. В Острецовском Свято-Троицком храме пребывает частица мощей святой.

## Чудеса
Считается, что сразу же после погребения у могилы преподобной начало совершаться много чудес. При совершении над её могилой панихид больные получали исцеление, в семьях прекращались распри, судьи оправдывали невинно осуждённых, потерявшие близких получали утешение, совершаются и иные чудеса.

## Почитание
Комиссия по канонизации святых Священного Синода Русской православной церкви причислила монахиню Анимаису к лику преподобных в сонме Ивановских святых.
Дни памяти:
- 1 (14) июня 1963 — преставление;
- 7 (20) июня — Собор Ивановских святых;
- 3 (15) июля 1875 — рождество преподобной Анимаисы;
- 5 (18) сентября 1997 — обретение и перенос мощей в Александро-Невский храм города Родники Ивановской области.

## Молитвослов
Тропари:

 Тропарь, глас 8 

В тебе, мати, известно спасеся еже по образу: приимши бо крест, последовала еси Христу, и деющи учила еси презирати убо плоть, преходит бо, прилежати же о души, вещи безсмертней. Темже и со ангелы срадуется, преподобная Анимаисо, дух твой.

 Тропарь иной, глас 1 

Послушания добрая рачительнице быв, преподобная Анимаисо приснопамятная: церковь бо Святыя Троицы сохранила еси. Темже и мы чада твоя с любовию вопием ти: слава давшему ти крепость, слава венчавшему тя, слава дающему тобою всем исцеление.
Кондак:

 Кондак, глас 2 

Чистотою души божественне вооружився, непрестанно молитву яко копие приим державно, рассекла еси демонов полки, преподобная мати Анимаисо, моли непрестанно о всех нас.
Молитва:

 Молитва 

О предивная и всехвальная мати Анимаисо. К тебе, теплой заступнице и ходатаице, возносим наши недостойные молитвы. Услыши нас, грешных, стекшихся днесь в священный храм сей, молящихся и к святей твоей иконе припадающих и умиленно вопиющих: буди о нас ходатаицей и молитвенницей пред Богом, и, презрев наша тяжкие и бесчисленные прегрешения, яви нам свою великую милость, воздвигни нас из глубины греховныя, просвети наш ум, умягчи злые и окаянные сердца наша, усмири вражду, зависть и раздоры, осени нас миром, любовию и страхом Божиим, умоли милосердного Господа, да покрыет множество грехов наших Своим неизреченным милосердием. Да с тобою купно прославим Отца и Сына и Святаго Духа во веки. 
 Аминь.
Величание:

 Величание 

Ублажаем тя, преподобная мати Анимаисо, и чтим святую память твою, церковь сохраньшая и всех нас ко Христу приведшая.
Акафист